# Micrelenchus tenebrosus
Micrelenchus tenebrosus är en snäckart som först beskrevs av Arthur Adams 1853.  Micrelenchus tenebrosus ingår i släktet Micrelenchus och familjen pärlemorsnäckor. Inga underarter finns listade i Catalogue of Life.

## Bildgalleri

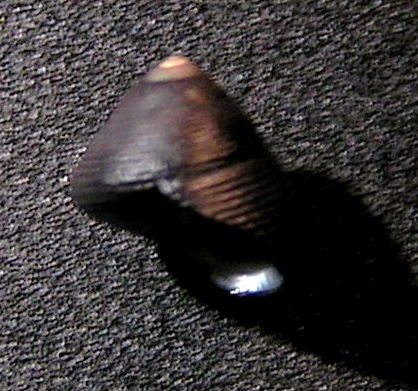